# Воробйов Віктор Іванович (мінералог)
Віктор Іванович Воробйов (1875-1906) - мінералог, випускник Санкт-Петербурзького ун-ту. Завдяки йому на початку XX століття збереглася і стала розвиватися мінералогічна колекція музею Академії наук (нині Мінер. Музей ім. А.Є. Ферсмана РАН). Був запрошений Ф. Н. Чернишовим як зберігач Мінералогічного відділу Геологічного музею Академії наук в 1900 р., потім головний хранитель, заповідав Музею свій капітал (20 тис. руб.) і бібліотеку. Відсотки з капіталу могли витрачатися Музеєм тільки на купівлю колекцій мінералів. На ці гроші була, наприклад, придбана цінна колекція К. А. Шишковського (близько 100 зразків). Загинув 7 серпня 1906 при спуску з льодовика Дзітак на Півн. Кавказі. На його честь В.І. Вернадський у 1908 р. названий мінерал вороб'євіт — різновид берилу рожевого кольору, збагачений Cs і Li (інша назва - морганіт).